# Villiers-Adam
Villiers-Adam és un municipi francès, situat al departament de Val-d'Oise i a la regió de Illa de França. L'any 2007 tenia 801 habitants.
Forma part del cantó de L'Isle-Adam, del districte de Pontoise i de la Comunitat de comunes de la Vallée de l'Oise et des Trois Forêts.

## Demografia

### Població
El 2007 la població de fet de Villiers-Adam era de 801 persones. Hi havia 306 famílies, de les quals 68 eren unipersonals (32 homes vivint sols i 36 dones vivint soles), 113 parelles sense fills, 117 parelles amb fills i 8 famílies monoparentals amb fills.
La població ha evolucionat segons el següent gràfic:
Habitants censats

### Habitatges
El 2007 hi havia 347 habitatges, 316 eren l'habitatge principal de la família, 14 eren segones residències i 16 estaven desocupats. 325 eren cases i 15 eren apartaments. Dels 316 habitatges principals, 280 estaven ocupats pels seus propietaris, 24 estaven llogats i ocupats pels llogaters i 12 estaven cedits a títol gratuït; 8 tenien una cambra, 17 en tenien dues, 36 en tenien tres, 61 en tenien quatre i 193 en tenien cinc o més. 252 habitatges disposaven pel capbaix d'una plaça de pàrquing. A 115 habitatges hi havia un automòbil i a 178 n'hi havia dos o més.

### Piràmide de població
La piràmide de població per edats i sexe el 2009 era:
| Homes | Edats   | Dones |
| ----- | ------- | ----- |
| 0     | 95 o +  | 4     |
| 4     | 90 a 94 | 4     |
| 4     | 85 a 89 | 4     |
| 4     | 80 a 84 | 8     |
| 0     | 75 a 79 | 12    |
| 16    | 70 a 74 | 16    |
| 16    | 65 a 69 | 12    |
| 44    | 60 a 64 | 12    |
| 52    | 55 a 59 | 48    |
| 24    | 50 a 54 | 36    |
| 32    | 45 a 49 | 20    |
| 40    | 40 a 44 | 20    |
| 20    | 35 a 39 | 20    |
| 32    | 30 a 34 | 36    |
| 8     | 25 a 29 | 20    |
| 8     | 20 a 24 | 16    |
| 20    | 15 a 19 | 16    |
| 16    | 10 a 14 | 20    |
| 36    | 5 a 9   | 8     |
| 28    | 0 a 4   | 8     |

## Economia
El 2007 la població en edat de treballar era de 527 persones, 365 eren actives i 162 eren inactives. De les 365 persones actives 337 estaven ocupades (179 homes i 158 dones) i 28 estaven aturades (13 homes i 15 dones). De les 162 persones inactives 62 estaven jubilades, 61 estaven estudiant i 39 estaven classificades com a «altres inactius».

### Ingressos
El 2009 a Villiers-Adam hi havia 318 unitats fiscals que integraven 796,5 persones, la mediana anual d'ingressos fiscals per persona era de 27.988 €.

### Activitats econòmiques
Dels 33 establiments que hi havia el 2007, 1 era d'una empresa extractiva, 8 d'empreses de construcció, 6 d'empreses de comerç i reparació d'automòbils, 5 d'empreses de transport, 1 d'una empresa d'hostatgeria i restauració, 1 d'una empresa d'informació i comunicació, 2 d'empreses immobiliàries, 6 d'empreses de serveis, 1 d'una entitat de l'administració pública i 2 d'empreses classificades com a «altres activitats de serveis».
Dels 10 establiments de servei als particulars que hi havia el 2009, 1 era un taller de reparació d'automòbils i de material agrícola, 5 paletes, 2 lampisteries, 1 perruqueria i 1 agència immobiliària.
L'únic establiment comercial que hi havia el 2009 era una botiga de roba.
L'any 2000 a Villiers-Adam hi havia 8 explotacions agrícoles que ocupaven un total de 355 hectàrees.

## Equipaments sanitaris i escolars
El 2009 hi havia una escola elemental.

## Poblacions més properes
El següent diagrama mostra les poblacions més properes.